# Aphelochaeta petersenae
Aphelochaeta petersenae är en ringmaskart som beskrevs av Blake in Blake, Hilbig och Scott 1996. Aphelochaeta petersenae ingår i släktet Aphelochaeta och familjen Cirratulidae. Inga underarter finns listade i Catalogue of Life.